# Карлос III
Вижте пояснителната страница за други личности с името Карлос.
Карлос III де Бурбон (на испански: Carlos III de Borbón, Carlos III de España) е крал на Испания (1759 – 1788), крал на Неапол (като Карл VII) и Сицилия (като Карл V) от 1735 до 1759 г. и херцог на Парма (като Карло I) от 1732 до 1735 г.

## Произход. Крал на Неапол и Сицилия (1716 – 1759)
Карлос е роден на 20 януари 1716 в Мадрид, Испания. Той е най-възрастният син от втория брак на крал Филип V Испански с Изабела Фарнезе.
На шестнадесет години Карлос е изпратен да управлява Парма от името на майка си. На 1 декември 1734 г. след победата на испанците над Австрия при Битонто, Карлос се провъзгласява и за крал на Неапол и Сицилия. През 1735 г. Карлос преотстъпва Парма на австрийците, в замяна на което получава признание на кралската си титла от император Карл VI. Като неаполитански и сицилиански крал Карлос започва провеждането на мащабни реформи в тези страни, които по-късно провежда и в Испания.

## Крал на Испания (1759 – 1788)
На 9 август 1759 умира испанският крал Фернандо VI, заварен брат на Карлос от първия брак на Филип V Испански. Следващият в линията на унаследяване на испанския престол е самият Карлос, който е обявен за крал на Испания. За да заеме престола в Мадрид, на 6 октомври 1759 г. Карлос абдикира от неаполитанския и сицилианския престол.

### Външна политика
Външната политика на Карлос III е корено противоположна от тази на предшественика му. Карлос III сключва съюз с Франция и обявява война на Великобритания, най-големия испански съперник за колониите в Америка. Подкрепата към Франция в Седемгодишната война е причина Испания да загуби контрола над Флорида, която е завладяна от Великобритания. Тази загуба е компенсирана частично от испанските придобивки във Френска Луизиана. Конфликтът и съперничеството с Великобритания е причина Карлос да подкрепи американците във войната им за независимост от Великобритания, въпреки че Американската революция служи за пример на испанските колонии в Америка, което не е в интерес на короната. По време на Американската война за независимост Карлос възстановява испанския контрол над Менорка и Флорида, но окончателно пропилява шансовете си за възвръщане на Гибралтар.

### Вътрешна политика
Като цяло управлението на Карлос III е благотворно за вътрешното състояние на Испания. Една от първите му разпоредби е забраната мадридчани да изхвърлят нечистотиите си през прозорците. През 1766 той прави опит да накара жителите на Мадрид да се обличат по френски образец, което става причина за избухването на бунт. Известно време след това кралят пребивава в Аранхуес, оставяйки управлението изцяло в ръцете на своите министри.
Като цяло Карлос III е абсолютистки настроен монарх. Той обаче е изключително раздразнен от мнимата или реалната роля на йезуитите в бунта от 1766 г. Това е причината той да поеме политика, насочена към разтурването на ордена, и да подкрепя гоненията срещу йезуитите в други страни. Отношението на Карлос III към Ордена на йезуитите е причина за възобновяване на някои стари търкания между испанската корона и Папството. С мерките си Карлос III намалява броя на духовенството, най-вече на различните църковни ордени, а Испанската инквизиция, въпреки че не е премахната, е значително обезсилена.
Междувременно Карлос III отменя много остарели закони, които ограничават развитието на търговията и икономиката; по негово време е разширена пътната мрежа, построени са множество напоителни и отводнителни канали. Създадена е и Испанската парична лотария.
Карлос III умира на 14 декември 1788 г. и е наследен от сина си Карлос IV.

## Семейство
Карлос е сгоден за Филипин Елизабет – пета дъщеря и всъщност шесто дете на Филип II Орлеански, но тя умира преди сватбата.
През 1738 г. Карлос III се жени за Мария-Амалия Саксонска. Въпреки че бракът им е по сметка, двамата стават много близки и имат 13 деца:
- Мария Изабела Антония (1740 – 1742)
- Мария Жозефа Антония (1742)
- Мария Изабела Анна (1743 – 1749)
- Мария Жозефа Кармела (1744 – 1801)
- Мария-Лудовика Бурбон-Испанска (1745 – 1792), императрица на Свещената Римска империя
- Филип (1747 – 1777), херцог на Калабрия, изключен от линията на унаследяване на престола заради менталните си увреждания
- Карлос IV (1748 – 1819), крал на Испания
- Мария-Тереза (1749)
- Фердинанд IV Неаполитански (1751 – 1825)
- Габриел (1752 – 1788)
- Ана-Мария (1754 – 1755)
- Антонио-Паскуал (1755 – 1817).
- Франциско-Хавиер (1757 – 1771)